# Saint-Jal
Saint-Jal este o comună în departamentul Corrèze din centrul Franței. În 2009 avea o populație de 649 de locuitori.

## Evoluția populației
| An        | 1975 | 1982 | 1990 | 1999 | 2006 | 2009 |
| --------- | ---- | ---- | ---- | ---- | ---- | ---- |
| Populație | 615  | 617  | 616  | 597  | 625  | 649  |